# Wallyscar

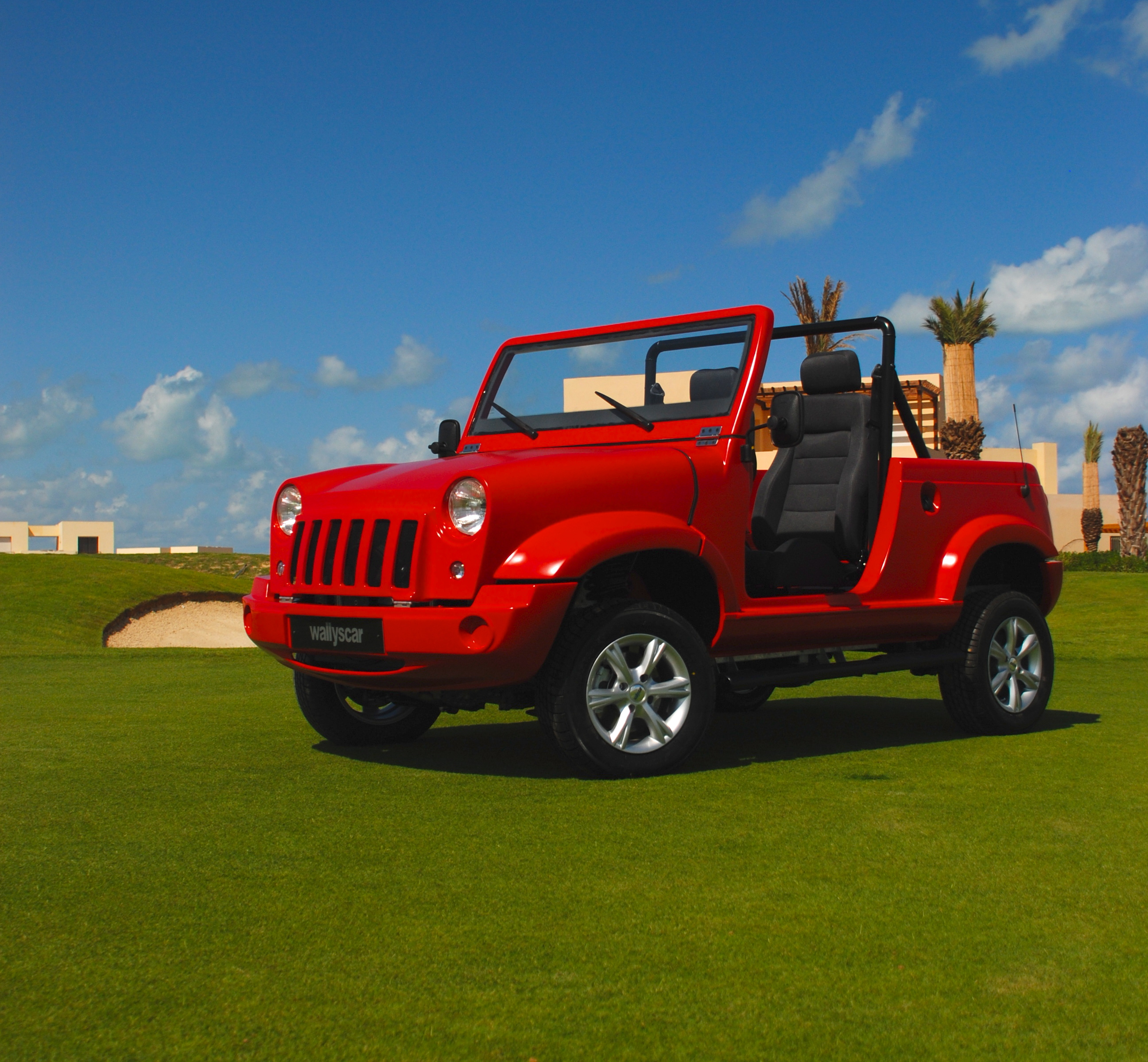
Wallyscar Izis

Wallyscar ist ein tunesischer Automobilhersteller mit Sitz in Tunis.

## Beschreibung
Zied Guiga gründete das Unternehmen im Jahr 2006. Ein Jahr später begann die Produktion von Automobilen. Der Markenname lautet Wallyscar, laut anderen Quellen Wallys oder Wallys car.
Das Unternehmen stellte in den Jahren 2008 und 2012 auf dem Mondial de l’Automobile in Paris aus. Bis Ende 2009 wurden 15 Fahrzeuge verkauft, obwohl die Hoffnungen bei 200 Fahrzeugen jährlich lagen. Die Kapazität liegt bei 600 Fahrzeugen jährlich.
Der Hersteller fertigte bislang zwei unterschiedliche Modelle als Kleinserie. Das erste Modell hieß Izis. Es entstand seit 2008 in Kleinserie mit Fahrwerk und Antriebsstrang des Peugeot Partner. Es wurde 2020 durch den moderneren und größeren Iris auf Basis des Citroën C3 ersetzt. Die Karosserien beider SUV bestehen aus Kunststoff (GFK), der in vielen verschiedenen Farben zur Auswahl steht. Die Autos werden durch einen Drei- oder Vierzylinder-Ottomotor der Groupe PSA angetrieben und haben eine Höchstgeschwindigkeit von 130 km/h.
Seit 2020 montiert Wallyscar auch Fahrzeuge der iranischen Hersteller Saipa und Iran Khodro in Tunesien. Unter anderem bietet der Hersteller seit 2022 die Stufenhecklimousine IKCO Runna auf Basis des Peugeot 206 als Wallyscar 719 an.
Auf Basis des chinesischen Jetour X70 Plus präsentierte der Hersteller im Juli 2023 den Wallyscar Wolf, der in Tunesien gefertigt wird.